# Metapone greeni
Metapone greeni é uma espécie de formiga do gênero Metapone, pertencente à subfamília Myrmicinae.